# وكالة الأنباء الكويتية
وكالة الأنباء الكويتية (كونا)، تأسست عام 1956 وأعيد تأسيسها بمرسوم أميري عام 1976 بتاريخ 6 أكتوبر وذلك لتجميع الأخبار وتوزيعها على المؤسسات الإعلامية لتزويدهم بالخدمة الإخبارية كأي وكالة أنباء عربية وبدور رئيسي هو إبراز قضايا الكويت إقليميا ودوليا. مقر الوكالة في الشويخ بالكويت. بلغ عدد العاملين عام 1999 في الوكالة 365 عاملا، ومتوسط عدد أخبار النشرتين العربية والإنجليزية بلغ حوالي 72,500 خبر في العام.

## وصلات خارجية
- وكالة الأنباء الكويتية